# Оксенфурт
Оксенфурт (нім. Ochsenfurt) — місто в Німеччині, розташоване в землі Баварія. Підпорядковується адміністративному округу Нижня Франконія. Входить до складу району Вюрцбург.
Площа — 63,55 км2. Населення становить 11 248 ос. (станом на 31 грудня 2020).